# Colin Todd
Colin Todd (født 12. december 1948) er en engelsk fodboldmanager, der som spiller blev anset for at være en af de bedste engelske forsvarsspillere nogensinde.

## Klubkarriere
Han spillede som aktiv bl.a. for Sunderland og Derby County. Han opnåede 27 landskampe for England og blev i 1975 udnævnt til årets fodboldspiller i England.

## Trænerkarriere
Som træner har han stået i spidsen for bl.a. Bolton Wanderers og Derby County. I sommeren 2007 startede han som træner for Superliga-klubben Randers FC. Hans kontrakt udløber 30. juni 2009 og bliver ikke forlænget. Randers FC. skrev i november 2008 kontrakt med John "Faxe" Jensen, som overtager Colin Todds job pr. 1. juli 2009. I januar 2009 blev det dog besluttet at lade "Faxe" overtage klubben med det samme.
Den 20. maj 2009 blev det annonceret, at Colin Todd skulle overtage managersædet i Darlington F.C. i den engelske League Two.
Den 5. juli 2012 blev han ansat som midlertidig afløser i Randers FC, efter at klubben havde fyret Michael Hemmingsen. Den 3. august 2012 blev aftalen med Randers gjort mere permanent, idet den blev forlænget til 31. december 2012.
Den 8. juli 2016 tiltrådte han cheftræner positionen i Esbjerg fB, på en foreløbig etårig kontrakt med mulighed for forlængelse. Den 5. december 2016 blev han fyret i Esbjerg fB, efter en placering som sidst efter 20 runder. 